# Международный теннисный турнир в Брисбене 2013
Международный теннисный турнир в Брисбене 2013 — ежегодный профессиональный теннисный турнир в серии ATP 250 для мужчин и премьер серии для женщин.
Соревнования в четвёртый раз проводится на открытых хардовых кортах в Брисбене, Австралия.
Турнир прошёл с 30 декабря 2012 по 6 января 2013 года.
Прошлогодние победители:
- в мужском одиночном разряде —  Энди Маррей
- в женском одиночном разряде —  Кайя Канепи
- в мужском парном разряде —  Максим Мирный и  Даниэль Нестор
- в женском парном разряде —  Нурия Льягостера Вивес и  Аранча Парра Сантонха

## Соревнования

### Мужчины одиночки
Энди Маррей обыграл  Григора Димитрова со счётом 7-6(0), 6-4.
- Энди Маррей выигрывает 1й титул в сезоне и 25й за карьеру в основном туре ассоциации.
- Григор Димитров впервые сыграл в финале турнира на подобном уровне.

### Женщины одиночки
Серена Уильямс обыграла  Анастасию Павлюченкову со счётом 6-2, 6-1.
- Серена Уильямс выигрывает 1й титул в сезоне и 47й за карьеру в туре ассоциации.
- Анастасия Павлюченкова уступает 1й финал в сезоне и 2й за карьеру в туре ассоциации.

### Мужчины пары
Марсело Мело /  Томми Робредо обыграли  Эрика Буторака /  Пола Хенли со счётом 4-6, 6-1, [10-5].
- Марсело Мело выигрывает 1й титул в сезоне и 11й за карьеру в основном туре ассоциации.
- Томми Робредо выигрывает 1й титул в сезоне и 5й за карьеру в основном туре ассоциации.

### Женщины пары
Бетани Маттек-Сандс /  Саня Мирза обыграли  Анну-Лену Грёнефельд /  Квету Пешке со счётом 4-6, 6-4, [10-7].
- Бетани Маттек-Сандс выигрывает 1й титул в сезоне и 11й за карьеру в туре ассоциации.
- Саня Мирза выигрывает 1й титул в сезоне и 15й за карьеру в туре ассоциации.